# Gran Premio di superbike di Monza 1990
Il Gran Premio di Superbike di Monza 1990 è stato disputato il 7 ottobre sul Monza quale decima prova in calendario del campionato mondiale Superbike 1990 e ha visto la vittoria di Fabrizio Pirovano in gara 1, lo stesso pilota si è ripetuto anche in gara 2.
Nel primo campionato mondiale Superbike nessuna prova era stata disputata in territorio italiano, nell'edizione successiva la prova era stata disputata sul circuito di Pergusa; da quest'anno si è disputata invece sul circuito brianzolo.

## Risultati

Fabrizio Pirovano, vincitore di entrambe le gare, in piega con la sua Yamaha FZR750R sull'asfalto brianzolo.

### Gara 1

#### Arrivati al traguardo[2]
| Pos. | Nº | Pilota               | Motocicletta | Tempo     | Griglia | Punti |
| ---- | -- | -------------------- | ------------ | --------- | ------- | ----- |
| 1º   | 4  | Fabrizio Pirovano    | Yamaha       | 35:12.890 | 2º      | 20    |
| 2º   | 2  | Stéphane Mertens     | Honda        | +0:03.080 | 5º      | 17    |
| 3º   | 3  | Raymond Roche        | Ducati       | +0:04.360 | 3º      | 15    |
| 4º   | 11 | Robert Phillis       | Kawasaki     | +0:04.380 | 4º      | 13    |
| 5º   | 19 | Robert McElnea       | Yamaha       | +0:20.840 | 6º      | 11    |
| 6º   | 9  | Jari Suhonen         | Yamaha       | +0:23.530 | 7º      | 10    |
| 7º   | 34 | Jamie James          | Ducati       | +0:23.960 | 8º      | 9     |
| 8º   | 51 | Brian Morrison       | Honda        | +0:30.550 | 17º     | 8     |
| 9º   | 5  | Anders Andersson     | Yamaha       | +0:40.980 | 15º     | 7     |
| 10º  | 58 | Edwin Weibel         | Honda        | +0:58.350 | 21º     | 6     |
| 11º  | 15 | Alex Vieira          | Honda        | +1:01.270 | 12º     | 5     |
| 12º  | 49 | Fabio Biliotti       | Kawasaki     | +1:01.840 | 30º     | 4     |
| 13º  | 37 | Michael Rudroff      | Bimota       | +1:11.190 | 27º     | 3     |
| 14º  | 62 | Adrian Bosshard      | Honda        | +1:26.260 | 22º     | 2     |
| 15º  | 50 | Jeffry de Vries      | Yamaha       | +1:29.820 | 19º     | 1     |
| 16º  | 57 | Graham Singer        | Kawasaki     | +1:29.940 | 31º     |       |
| 17º  | 38 | Wolfgang Möckel      | Honda        | +1:33.970 | 35º     |       |
| 18º  | 48 | Jean-Michel Mattioli | Honda        | +1:37.510 | 18º     |       |
| 19º  | 52 | Karl Dauer           | Honda        | +2:09.820 | 33º     |       |
| 20º  | 54 | Toni Röhrer          | Honda        | +2:10.490 | 34º     |       |
| 21º  | 55 | Huby Meier           | Honda        | +1 giro   | 13º     |       |
| 22º  | 59 | Adriano Narducci     | Yamaha       | +1 giro   | 36º     |       |

#### Ritirati
| Nº | Pilota            | Motocicletta | Giri     | Griglia |
| -- | ----------------- | ------------ | -------- | ------- |
| 27 | Stefano Caracchi  | Ducati       | +4 giri  | 14º     |
| 25 | Peter Rubatto     | Bimota       | +6 giri  | 16º     |
| 30 | René Delaby       | Honda        | +6 giri  | 24º     |
| 28 | Bruno Bonhuil     | Honda        | +8 giri  | 29º     |
| 63 | Richard Hubin     | Ducati       | +8 giri  | 28º     |
| 61 | Romolo Balbi      | Ducati       | +8 giri  | 32º     |
| 41 | Christian Monsch  | Honda        | +9 giri  | 26º     |
| 44 | Juan López Mella  | Honda        | +10 giri | 20º     |
| 8  | Baldassarre Monti | Honda        | +12 giri | 1º      |
| 60 | Anton Rechberger  | Yamaha       | +16 giri | 37º     |
| 17 | Davide Tardozzi   | Ducati       | +16 giri | 11º     |
| 1  | Fred Merkel       | Honda        | +17 giri | 9º      |
| 46 | Vittorio Scatola  | Bimota       | +17 giri | 10º     |
| 56 | Aldeo Presciutti  | Yamaha       | +17 giri | 23º     |

### Gara 2

#### Arrivati al traguardo[3]
| Pos. | Nº | Pilota            | Motocicletta | Tempo     | Griglia | Punti |
| ---- | -- | ----------------- | ------------ | --------- | ------- | ----- |
| 1º   | 4  | Fabrizio Pirovano | Yamaha       | 33:41.760 | 2º      | 20    |
| 2º   | 8  | Baldassarre Monti | Honda        | +0:00.070 | 1º      | 17    |
| 3º   | 19 | Robert McElnea    | Yamaha       | +0:04.130 | 6º      | 15    |
| 4º   | 11 | Robert Phillis    | Kawasaki     | +0:04.340 | 4º      | 13    |
| 5º   | 1  | Fred Merkel       | Honda        | +0:09.290 | 9º      | 11    |
| 6º   | 3  | Raymond Roche     | Ducati       | +0:27.070 | 3º      | 10    |
| 7º   | 9  | Jari Suhonen      | Yamaha       | +0:27.910 | 7º      | 9     |
| 8º   | 34 | Jamie James       | Ducati       | +0:28.050 | 8º      | 8     |
| 9º   | 51 | Brian Morrison    | Honda        | +0:36.060 | 17º     | 7     |
| 10º  | 50 | Jeffry de Vries   | Yamaha       | +0:40.630 | 19º     | 6     |
| 11º  | 5  | Anders Andersson  | Yamaha       | +0:40.910 | 15º     | 5     |
| 12º  | 55 | Huby Meier        | Honda        | +0:41.940 | 13º     | 4     |
| 13º  | 62 | Adrian Bosshard   | Honda        | +0:55.110 | 22º     | 3     |
| 14º  | 15 | Alex Vieira       | Honda        | +0:56.490 | 12º     | 2     |
| 15º  | 41 | Christian Monsch  | Honda        | +0:56.630 | 26º     | 1     |
| 16º  | 27 | Stefano Caracchi  | Ducati       | +1:27.580 | 14º     |       |
| 17º  | 57 | Graham Singer     | Kawasaki     | +1:35.560 | 31º     |       |
| 18º  | 61 | Romolo Balbi      | Ducati       | +1:56.100 | 32º     |       |
| 19º  | 49 | Fabio Biliotti    | Kawasaki     | +2:00.600 | 30º     |       |
| 20º  | 30 | René Delaby       | Honda        | +2:05.240 | 24º     |       |
| 21º  | 52 | Karl Dauer        | Honda        | +1 giro   | 33º     |       |
| 22º  | 38 | Wolfgang Möckel   | Honda        | +1 giro   | 35º     |       |
| 23º  | 44 | Juan López Mella  | Honda        | +1 giro   | 20º     |       |
| 24º  | 54 | Toni Röhrer       | Honda        | +1 giro   | 34º     |       |
| 25º  | 59 | Adriano Narducci  | Yamaha       | +1 giro   | 36º     |       |
| 26º  | 37 | Michael Rudroff   | Bimota       | +1 giro   | 27º     |       |
| 27º  | 60 | Anton Rechberger  | Yamaha       | +2 giri   | 37º     |       |

#### Ritirati
| Nº | Pilota               | Motocicletta | Giri     | Griglia |
| -- | -------------------- | ------------ | -------- | ------- |
| 58 | Edwin Weibel         | Honda        | +1 giro  | 21º     |
| 48 | Jean-Michel Mattioli | Honda        | +2 giri  | 18º     |
| 56 | Aldeo Presciutti     | Yamaha       | +5 giri  | 23º     |
| 46 | Vittorio Scatola     | Bimota       | +7 giri  | 10º     |
| 2  | Stéphane Mertens     | Honda        | +11 giri | 5º      |
| 28 | Bruno Bonhuil        | Honda        | +13 giri | 29º     |
| 25 | Peter Rubatto        | Bimota       | +16 giri | 16º     |